# ايدي ويميرستش
إيدي ويميرستش (بالإنجليزية:  Eddy Wymeersch)‏ هو الرئيس السابق للجنة الأوروبية للأوراق المالية التنظيمية (CESR)، والرئيس السابق لهيئة الرقابة على الخدمات المصرفية والمالية وهيئة التأمين (بلجيكا)، بروكسل، ورئيس اللجنة الإقليمية الأوروبية وعضو في اللجنة التنفيذية واللجنة الفنية للمنظمة الدولية لهيئات الأوراق المالية.
ترأس ايدي العديد من المناسبات العامة في بلجيكا وهو عضو في منتدى حوكمة الشركات الأوروبية وعضو في لجنة رفيعة المستوى في بلجيكا لإنشاء هيكل مالي جديد. وهو الرئيس الحالي لمعهد حوكمة الشركات الأوروبية.
وكان أستاذًا فخريًا في القانون التجاري، جامعة غينت، بلجيكا، حيث كان يدرس قانون الشركات والأوراق المالية والتنظيم والقانون المصرفي وهو أيضا المؤسس المشارك لمعهد القانون المالي، جامعة غينت. السيد ويميرستش كان أيضا الرئيس المشارك للCESR - ESCB [4] الفريق العامل المعني بالمقاصة والتسوية.
عمل مستشارا لمفوضية الاتحاد الأوروبي والبنك الدولي ومؤسسة التمويل الدولية، وعضو لجنة حوكمة الشركات في بورصة بروكسل ورئيس حزب العمل.
وكان ويميرستش مستشار الحكومة البلجيكية - كعضو في السلطة التشريعية لمجلس الدولة. كان عضوا في مجلس الرقابة في البنك الوطني البلجيكي، ولجنة حوكمة الشركات البلجيكية. وكان رئيس مجلس إدارة شركة مطار بروكسل الدولي (BIAC)، ومستشار في قضايا الحكم على العديد من الشركات البلجيكية.
وبالإضافة إلى ذلك، فقد كان ويميرستش عضوا في Beirat من معهد ماكس بلانك للقانون الخاص الدولي والمقارن (ماكس بلانك)، وعضوا في هيئة التحرير أو مجالس استشارية من عدة استعراضات القانون البلجيكي والأوروبي.
وقد نشر على نطاق واسع منشورات عن الأوراق المالية التنظيم وقانون الشركات وحوكمة الشركات.

## المنشورات
- أسواق رأس المال وقانون الشركات، 2003 ISBN 978-0-19-925558-0

حماية المستثمرين في أوروبا: شركة تصنيع القانون - وMiFID وما بعدها، 2006 ISBN 978-0-19-920291-1حوكمة الشركات المقارنة: مقالات ومواد، 1997 ISBN 978-3-11-015765-9